# Le Banquier aveugle
Le Banquier aveugle (The Blind Banker) est le deuxième épisode de la série télévisée Sherlock et il a été diffusé pour la première fois sur BBC One et BBC HD le 1er août 2010.

## Synopsis
Au Musée national d'antiquités, une experte en poterie chinoise appelée Soo Lin Yao (Gemma Chan) voit quelque chose qui la terrifie et disparaît. Watson a pour sa part des problèmes d'argent et doit trouver un travail rémunéré. Cependant, pour les besoins d'une nouvelle enquête, Holmes emmène Watson, naïf à « la banque », endroit qui s'avère plutôt être une compagnie financière de haut vol. Là, Sebastian Wilkes (Bertie Carvel), une vieille connaissance de Holmes datant de l'université, lui demande de l'aide, en échange d'une énorme somme à cinq chiffres, précise-t-il. Holmes, avec une certaine arrogance refuse ce qui lui semble un appât car l'affaire l'intéresse hautement. Holmes parti, Watson dit à Wilkes qu'il s'agit d'une plaisanterie avant de découvrir le montant de la récompense.
Une effraction a, en effet, eu lieu là et au cours de laquelle rien n'a été volé, mais deux symboles sans aucune signification apparente ont été peints, en jaune, à la bombe sur le mur d'un bureau. Holmes comprend qu'il ne s'agit là que d'un message destiné à un seul homme — Eddie Van Coon du bureau de Hong-Kong. Ce dernier n'est pas revenu travailler. Holmes se rend donc dans l'appartement verrouillé de Van Coon et l'y trouve mort, une arme à feu dans son lit et une balle ayant traversée la tempe. La police, sous les ordres du Détective Inspecteur Dimmock, s'apprête à conclure au suicide, alors que Holmes voit là un meurtre et l'explique avec toute sa pleine logique et son imperturbable suffisance. Puis, c'est le tour d'un journaliste, Brian Lukis, d'être retrouvé lui aussi mort dans son appartement également verrouillé. Holmes et Watson mènent l'enquête et découvrent dans une bibliothèque où Lukis s'était rendu les mêmes symboles jaunes, peints sur une étagère.
Pendant ce temps, Watson a trouvé un poste de remplaçant dans une clinique locale où il travaille avec la docteure Sarah Sawyer. Celle-ci l'a engagé et charmé (entre autres, parce qu'il a déjà joué, plus petit, d'un instrument de musique). Holmes et Watson finissent par découvrir le lien entre les deux victimes : les deux hommes venaient de rentrer de Chine, et tous deux s'étaient rendus dans une boutique de curiosités orientales. Quand Watson aperçoit les symboles sur des tasses, Holmes, fin connaisseur,  en conclut que ces signes proviennent d'un ancien système chinois de numération. Plus tard, Holmes visite l'appartement de Soo Lin Yao, vide depuis plus de trois jours. Les deux amis se rendent au  musée et y retrouvent encore les mêmes symboles sur une statue. Ensuite, avec l'aide d'un graffeur, Holmes et Watson détectent d'autres symboles sur les murs d'un dépôt ferroviaire, et s'efforcent d'en décoder le message.
De retour au musée d'antiquités, Holmes découvre Soo Lin qui lui explique que le code est le travail du gang du Lotus Noir qu'elle a quitté en même temps que son frère (qui lui y est demeuré et lui en veut toujours comme le gang, de son départ), gang dont elle ne fut membre que dans sa prime jeunesse. Malheureusement, avant qu'elle n'ait pu décoder le message, le frère de Soo Lin la confronte, seul à seule et d'une balle, tue sa sœur. Holmes se rend compte que Van Coon et Lukis porteurs de la marque Tong font partie  des membres du gang du Lotus noir, faisant pour eux de la contrebande d'antiquités provenant de Chine, et qu'ils ont été tués parce que l'un d'eux avait volé quelque chose d'une extrême valeur.
Holmes sait que le message est chiffré grâce à un livre-code, et avec Watson passe la nuit à comparer tous les livres que possédaient les deux victimes afin d'essayer d'y trouver la solution. Le lendemain, Watson se rend à son premier jour de travail mais finit par s'endormir dans son bureau de consultation ayant passé toute la nuit éveillé. Sarah n'en dit rien et de son côté, Sherlock arrange un rendez-vous dans un cirque chinois itinérant pour elle et Watson. En cachette, il s'y inscrit comme troisième partenaire. Pendant que John et Sarah regardent attentivement le spectacle, Holmes part fouiller les loges, découvre le pulvérisateur de peinture jaune et s'y fait attaquer. Il parvient à s'enfuir avec l'aide de Sarah et Watson.
Pendant que Holmes continue de chercher le fameux livre-code, John et Sarah sont kidnappés. Sarah est attachée et bâillonnée. La cheffe du gang du Lotus noir la place face à une gigantesque arbalète qui pourrait bientôt la tuer, car la criminelle croit que Watson est Sherlock Holmes et veut lui faire avouer l'emplacement du « trésor » disparu. Heureusement, Holmes trouve de justesse la solution du code, lit le message et obtient l'endroit où les retrouver, parvenant à sauver Sarah, non sans l'aide de John. Il se rend compte aussi que le « trésor » se trouvait sous leurs nez depuis le début de l'aventure : une épingle de jade que Van Coon avait offert à sa secrétaire Amanda.
En conclusion, la cheffe du gang chinois, fortement déçue, discute sur internet avec sur son écran, un interlocuteur secret qui utilise la lettre "M" comme identifiant, exigeant que l'on ne remonte pas jusqu'à lui. La cheffe assure à son commanditaire qu'elle ne révélera jamais son nom. "M" lui assure à son tour, qu'elle ne le fera pas et la fait abattre aussitôt.

## Inspirations
Le concept de messages codés de cet épisode se retrouve à la fois dans La Vallée de la peur et dans Les Hommes dansants,.

## Distribution
- Benedict Cumberbatch (VF : Gilles Morvan) : Sherlock Holmes
- Martin Freeman (VF : Yann Peira) : Dr. John Watson
- Una Stubbs (VF : Nicole Favart) : Mrs Hudson
- Louise Brealey (V.F. : Marine Tuja) : Molly Hooper
- Zoe Telford : Sarah Sawyer(docteure)
- Gemma Chan (VF : Armelle Gallaud) : Soo Lin Yao
- Al Weaver : Andy Galbraith
- Bertie Carvel : Seb Wilkes
- Daniel Percival : Eddie Van Coon
- Paul Chequer (VF : Benoît DuPac) : Lieutenant (v.f.) - Détective Inspecteur (v.o.) Dimmock
- Howard Coggins : Brian Lukis
- Janice Acquah :  Directrice du musée
- Jack Bence : Raz
- John MacMillan : Community Police Officer
- Olivia Poulet (VF : Caroline Beaune) : Amanda

## Diffusion
La première diffusion a eu lieu sur la BBC One à 21h le 1er août 2010.
En France, l'épisode est diffusé pour la première fois sur France 4 le 8 janvier 2011. Il a été suivi par 1 050 000 téléspectateurs soit 4,4 % de parts de marché.